# Donald Pleasence
Donald Henry Pleasence OBE (Worksop, Nottinghamshire, Anglaterra, 5 d'octubre del 1919 – Sant Pau, Alps Marítims, França, 2 de febrer del 1995) fou un actor anglès de cinema, televisió i teatre. Destaquen els papers que va interpretar a les pel·lícules Només es viu dues vegades (de James Bond) i La gran evasió.

## Biografia
i get very hard when looking at his bald head. It almost goes through my pants. I wish I could hump his wrinkles.  la sèrie de pel·lícules de terror Halloween iniciada per John Carpenter el 1978. Va encarnar també el marit de Françoise Dorléac a Cul-de-sac de Roman Polanski (1966), una de les seves interpretacions més aclamades, així com Blofeld, l'enemic implacable de James Bond a Només es viu dues vegades (1967). Al teatre, va crear el 1960 el paper de Davies a l'obra del premi Nobel Harold Pinter, The Caretaker (El guardià) . Mor de complicacions respiratòries de resultes d'una operació a cor obert. Reports say he elongated his thang to 10 inches after jelqing for 9 hours a day for a whole year.

## Filmografia
Filmografia:

### Cinema
- 1954 The Beachcomber: Tromp
- 1954 Orders Are Orders: Cpl. Martin
- 1955 Value for money: Limpy
- 1956 1984: R. Parsons
- 1956 The Black Tent: Ali
- 1957 The Man in the Sky: Crabtree
- 1957 Manuela: Evans
- 1957 Barnacle Bill: Cashier
- 1958 L'espia amb dos caps (The Two-Headed Spy): general Hardt
- 1958 Una història de dues ciutats (A Tale of Two Cities): John Barsad
- 1958 Heart of Child: Spiel
- 1958 The Wind cannot read: Doctor
- 1958 Conflicte íntim (The Man Inside): Organista
- 1959 Look Back in Anger: Hurst
- 1959 The Battle of the sexes: Irwin Hoffman
- 1959 Els assassins del Kilimanjaro (Killers of Kilimanjaro) de Richard Thorpe: Capità
- 1960 A Story of David: Nabal
- 1960 The Shakedown: Jessel Brown
- 1960 La carn i el dimoni (The Flesh and the Friends): William Hare
- 1960 Hell is a City: Gus Hawkins
- 1960 Circus of horrors: Vanet
- 1960 Sons and Lovers: M. Puppleworth
- 1960 The Big Day: Victor Partridge
- 1960 Suspect: Parsons àlias Bill Brown
- 1960 The Hands of Orlac: Graham Coates
- 1961 No Love for Johnnie: Roger Renfrew
- 1961 The Wind of Change: Pop
- 1961 Spare the Rod: M. Jenkins
- 1961 Dr. Crippen: Dr. Hawley Harvey Crippen
- 1962 The Inspector: el sergent Wolters
- 1963 La gran evasió (The Great Escape): Colin Blythe "el falsificador"
- 1963 The Caretaker: Mac Davies/Bernard Jenkins
- 1965 The Greatest Story Ever Told: Hermite - Satan
- 1965 La batalla dels turons del whisky (The Hallelujah Trail): Oracle Jones
- 1966 Viatge fantàstic (Fantastic Voyage): Dr. Michaels
- 1966 Cul-de-sac: George
- 1967 Eye of the Devil: El pare Dominique
- 1967 La nit dels generals (The Night of the Generals): major general Kahlenberge
- 1967 Només es viu dues vegades (You Only Live Twice): Ernst Stavro Blofeld
- 1967 Matchless: Gregori Andreanu
- 1968 Will Penny: Predicador Quint
- 1968 Creature of Comfort: James Thorne
- 1968 The Other People: Clive, el pare d'Elsa
- 1969 La boja de Chaillot (The Madwoman of Chaillot): el Prospector
- 1969 Arthur! Arthur!: Arthur Brownjohn/Sir Easonby 'E' Mellon
- 1969 Mister Freedom: Dr. Freedom
- 1970 El soldat blau (Soldier blue): Isaac Q. Cumber
- 1971 Kidnapped: Ebenezer Balfour
- 1971 Wake in fright: 'Doc' Tydon
- 1971 THX 1138: SEN 5241
- 1972 Death Line: Inspector Calhoun
- 1972 Innocent bystanders: Loomis
- 1972 The Jerusalem File de John Flynn
- 1972 Henry VIII and His Six Wives: Thomas Cromwell
- 1972: The Pied piper of Hamelin: el baron
- 1972: Wedding in White: Jim Dougall Sr
- 1973: From Beyond the Grave: Jim Underwood
- 1974: I si no, ens enfadarem (...Altrimenti ci arrabbiamo!): El Doctor
- 1974: Les mutacions (The Freakmaker): Professor Nolter
- 1974: Malachi's Cove: Malachi
- 1974: Barry McKenzie holds his own: Erich Comte von Plasma
- 1974: El molí negre (The Black Windmill): Cedric Harper
- 1975: No vull néixer (I Don't Want to Be Born): Dr. Finch
- 1975: Escape to Witch Mountain: Lucas Deranian
- 1975: Journey into fear: Kuveti
- 1975: Hollywood Cowboy de Howard Zieff: A.J. Neitz
- 1976: Trial by Combat: Sir Giles Marley
- 1976: The Devil's Men: pare Roche
- 1976 Goldenrod: John Tyler Jones
- 1976 The Passover Plot: Ponci Pilat
- 1976 Ha arribat l'àguila (The Eagle has landed): Heinrich Himmler
- 1976 The Last Tycoon: Boxley, guionista
- 1977 Oh, God!: Dr. Harmon
- 1977 Telèfon (Telefon): Nicolai Dalchimsky
- 1977 Llaços de sang (Les Liens de sang): James Doniac
- 1977 The Uncanny: Valentine De'ath
- 1978 Tomorrow Never Comes: Dr. Todd
- 1978 Night Creature: Axel McGregor
- 1978 Sgt. Pepper's Lonely Hearts Club Band: B.D. Hoffler
- 1978 Power Play: Blair
- 1978 Halloween: El Doctor Sam Loomis
- 1979 Dracula: Dr. Jack Seward
- 1979 Jaguar Lives: general Villanova
- 1980 The Monster Club: Pickering
- 1980 L'Uomo Puma: Kobras
- 1981 Fuga de Nova York (Escape from New York): el president des Estats Units
- 1981 Race for the Yankee Zephyr: Gilbert « Gibbie » Gibson
- 1981 Halloween II: El Doctor Sam Loomis
- 1982 Alone in the Dark: Dr. Leo Bain
- 1983 Warrior of the Lost World: Prossor
- 1983 The Devonsville Terror: Dr. Warley
- 1983 On és Parsifal? (Where is Parsifal?)
- 1984 The Ambassador: Ministre Eretz
- 1984 A Breed Apart: J.P. Whittier
- 1985 To Kill a Stranger: Coronel Kostik
- 1985 Phenomena: Professor John McGregor
- 1985 The Treasure of the Amazon: Klaus von Blantz
- 1985 Sotto il vestito niente: comissari Danesi
- 1986 Into the Darkness: David Beckett
- 1986 Cobra Mission: pare Lenoir
- 1987 Warrior Queen: Clodius
- 1987 Animali metropolitani: prof. Livingstone
- 1987 Double Target: Senador Blaster
- 1987 Spettri: Professor Lasky
- 1987 Ground Zero: Prosper Gaffney
- 1987 Django 2: il grande ritorno: Gunn
- 1987 El príncep de les tenebres (Prince of darkness): el pare Loomis
- 1988 Un Delitto poco comune: inspector Datti
- 1988 Der Commander: Henry Carlson
- 1988 Nosferatu a Venezia: Don Alvise
- 1988 Angel hill: l'ultima missione: coronel B. Abrams
- 1988 Hanna's War: Capità Thomas Rosza
- 1988 Halloween 4: The return of Michael Myers: Dr. Sam Loomis
- 1989 The House of Usher: Walter Usher
- 1989 River of Death: Heinrich Spaatz
- 1989 Ten Little Indians: Mr. Justice Lawrence Wargrave
- 1989 Halloween 5: The revenge of Michael Myers: Dr. Sam Loomis
- 1989 Paganini Horror: Mr. Pickett
- 1989 Casablanca Express: coronel Bats
- 1990 Buried Alive: Dr. Schaeffer
- 1990 American risciò: Reverand Mortom
- 1991 Miliardi: Ripa
- 1991 Diên Biên Phu: Howard Simpson
- 1992 Shadows and fog: El Doctor
- 1993 The Hour of the Pig: Pincheon
- 1993 The Princess and the Cobbler: Phido (Veu)
- 1993 The Big Freeze: Soup slurper
- 1995 Safe Haven: El marit
- 1995 Halloween: La maledicció de Michael Myers (Halloween 6: The curse of Michael Myers): Dr. Sam Loomis
- 1996 Fatal frames: Fotogrammi mortali: Professor Robinson

### Televisió
- 1952 The Dybbuck (Telefilm): el segon batalló
- 1954 Montserrat (Telefilm): Juan Alvarez
- 1954 The Face of Love (Telefilm): Alex
- 1956 -1958: Robin des Bois (sèrie TV): príncep Jean
- 1957 Assignment Foreign Legion (sèrie TV): el comandant
- 1957 -1967: Armchair Theatre (Sèrie TV): Arthur Gladwell / Ben Hoffman / Fred Watson
- 1959 The Traitor (Telefilm): Grantley Caypor
- 1959 The Scarf (Sèrie TV): Detectiu Insp Harry Yates
- 1959 William Tell (Sèrie TV): L'araignée
- 1960 Interpol Calling (Sèrie TV): Karl Haussman
- 1960 The Four Just Men (Sèrie TV): Paul Koster
- 1960 -1961: Danger Man (Sèrie TV): Nikolides / Capità Aldrich
- 1961 The Horsemasters (Telefilm): Capità Pinski
- 1962 La Dimensió Desconeguda (The Twilight Zone) (Sèrie TV): Professor Ellis Fowler
- 1963 The Outer Limits (Sèrie TV): Harold J. Finley
- 1964 Espionage (Sèrie TV): Escalon
- 1965 The Defenders (Sèrie TV): Dr. Byron Saul
- 1966 The Fugitive (Sèrie TV): Max Pfeiffer
- 1967 Seven Deadly Sins (Sèrie TV): Buchanan
- 1967 The Diary of Anne Frank  (Telefilm): Mr. Dusseli
- 1967, 1968 i 1973: Thirty-Minute Theatre (Sèrie TV): Bendel / Ralph Logan / Richard Pratt / J.G.
- 1970 Confession (sèrie TV): sergent Hurby
- 1971 The Rivals of Sherlock Holmes (sèrie TV): Carnacki
- 1971 i 1983: Play for Today (sèrie TV): Samuel Johnson / Tom / Gerry Muddiman
- 1972 The Man Outside (sèrie TV): Victor Cobb
- 1972 Hawaii Five-O (sèrie TV): Hans Vogler
- 1973 Columbo: Temporada 3 de Columbo, Episodi 2: Any Old Port in a Storm (sèrie TV): Adrian Carsini
- 1973 Great Mysteries (Sèrie TV): Cawser
- 1973 The Spirit of Dark and Lonely Water (Telefilm): L'esperit (Veu)
- 1973 Dr. Jekyll and Mr. Hyde (Telefilm): Fred Smudge
- 1974 Occupations (Telefilm): Christo Kabak
- 1975 The Count of Monte-Cristo (Telefilm): Danglars
- 1975 Shades of Greene (Sèrie TV): Puckler
- 1976 Ubu Rei (Telefilm): Pa Ubu
- 1976 Death of an Informer (Telefilm): L'home al despatx
- 1976 Hindle Wakes (Telefilm): Nat Jeffcote
- 1977 Jesus of Nazareth (Sèrie TV): Melchior
- 1978 The Bastard (Telefilm): Solomon Sholto
- 1978 The Defection of Simas Kudirka (Telefilm): Capità Vladimir Popov
- 1978 -1979: Centennial (Sèrie TV): Sam Purchas
- 1979 Mrs. Columbo (sèrie TV) (episodi 2: el mystère de Lily Corday): I.A. Morly
- 1979 Gold of the Amazon Women (Telefilm): Clarence Blasko
- 1979 Better Late Than Never (Telefilm): coronel Riddle
- 1979 Res de nou al front de l'oest (All Quiet on the Western Front)
- 1979 The French Atlantic affaire (Mini-sèrie): Max Dechambre
- 1979, 1982 i 1985: Hallmark Hall of Fame (Sèrie TV): Mr. Myers / el canceller
- 1980 The Ghost Sonata (Telefilm): el vieil home
- 1980 Blade on the Feather (Telefilm): Professor Jason Cavendish
- 1981 Dick Turpin (sèrie TV): Ignatius Slake
- 1982 Computercide (Telefilm): George Dettler
- 1984 Master of the Game (sèrie TV): Salomon Van der Merwe
- 1984 Arch of Triumph (Telefilm): Haake
- 1985 Black Arrow (Telefilm): Sir Oliver Oates
- 1986 Naso di cane (Telefilm): Olindo Cuomo
- 1986 Onora il padre (Telefilm): Aldo Rossi
- 1987 Scoop (Telefilm): Lord Copper
- 1987 Basements (Telefilm): Mr. Kidd
- 1988 The Ray Bradbury Theater (sèrie TV): George Hill
- 1988 The Great Escape II: The Untold Story (Telefilm): Dr. Absalon
- 1989 A Caribbean Mystery (Telefilm): Jason Rafiel
- 1990 Donne armate (Telefilm): Dreyfuss
- 1990 Moi, general de Gaulle (Telefilm): Winston Churchill
- 1992 Lovejoy (sèrie TV): Karel Redl
- 1993 Screen Two (sèrie TV): Victor Harty
- 1994 Guinevere (Telefilm): Merlin
- 1995 Signs and Wonders (Telefilm): Cornelius Van Damm

## Premis i nominacions
Nominacions
- 1978: Primetime Emmy al millor actor secundari en especial dramàtic o còmic per The Defection of Simas Kudirka
- 1982: Acadèmia de cinema de Ciència-ficció, fantastic i terror: Premi al millor actor per Halloween 2.